# Terzago
Terzago è una frazione agreste del comune milanese di Trezzano sul Naviglio posta ad ovest del centro abitato, verso Gaggiano.
Qua nacque l'arcivescovo Umberto III da Terzago.

## Storia
Terzago fu un antico comune del Milanese confinante con Cusago a nord, Loirano a est, Bonirola e Gaggiano a sud, e San Vito a ovest. Legato fin dal Medioevo a Trezzano, nell'età barocca fu ecclesiasticamente spostato sotto la parrocchia di Gaggiano per ragioni di viabilità stradale.
Alla proclamazione del Regno d'Italia nel 1805 risultava avere 138 abitanti. Nel 1809 fu soppresso con regio decreto di Napoleone e annesso a Trezzano, la quale fu poi a sua volta inglobata in Corsico nel 1811. Il Comune di Terzago fu ripristinato con il ritorno degli austriaci, che tuttavia tornarono sui loro passi nel 1841, stabilendo la definitiva unione comunale con Trezzano, riprendendo i secolari legami fra i due borghi.